# Pel·letització

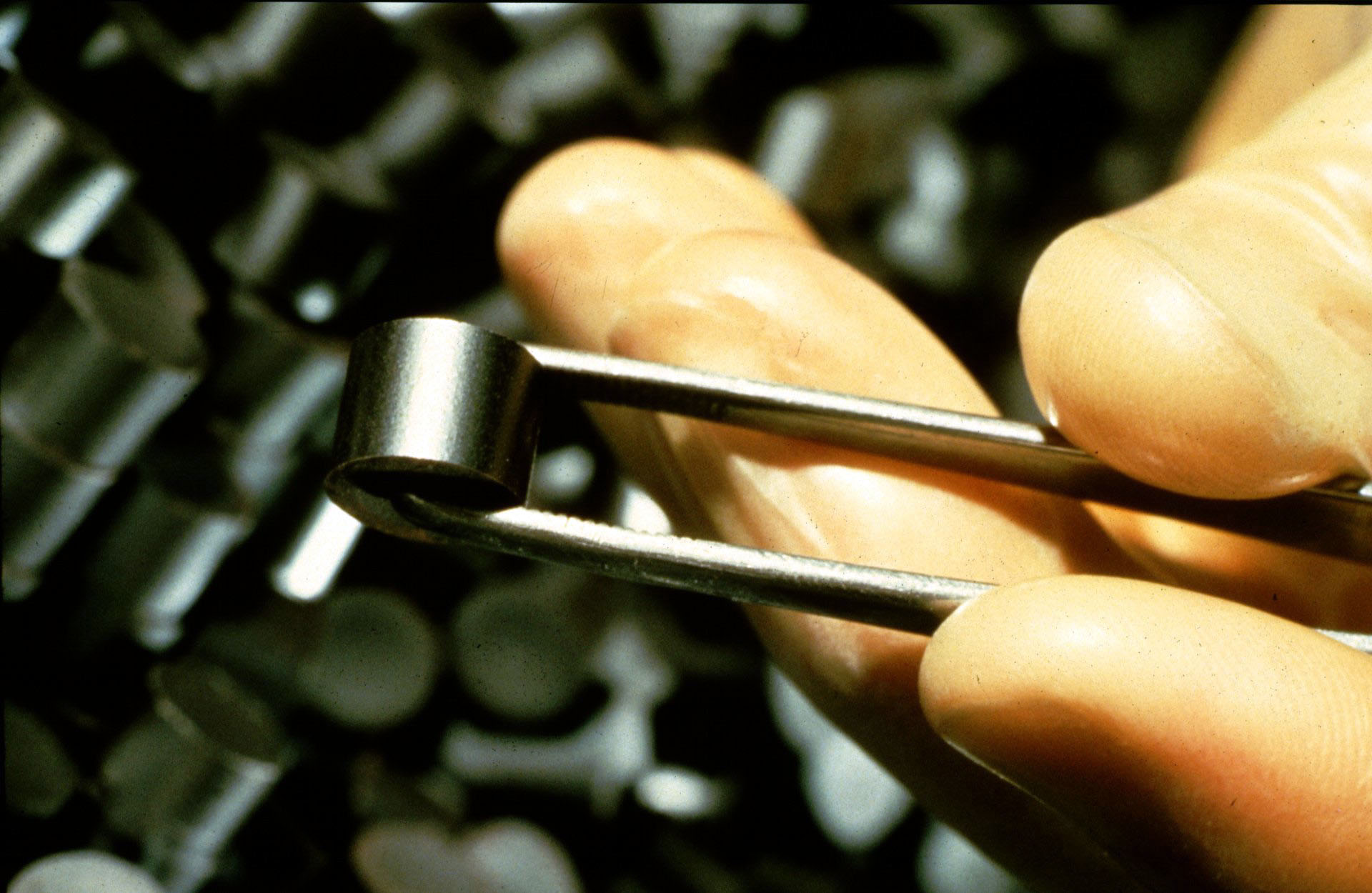
Pèl·let combustible

La pel·letitzacióés el procediment que consisteix a aglomerar en forma de petites esferes (d'1 cm de diàmetre aproximadament) petits grànuls d'un material (inferiors a 0,2 mm de diàmetre), després d'humitejar-los, mesclar-los amb un aglutinant i sotmetre'ls a un procés de sinterització. La tecnologia s'utilitza àmpliament en medicina i a les indústries d'enginyeria metal·lúrgica.

## Pel·letització de mineral de ferro

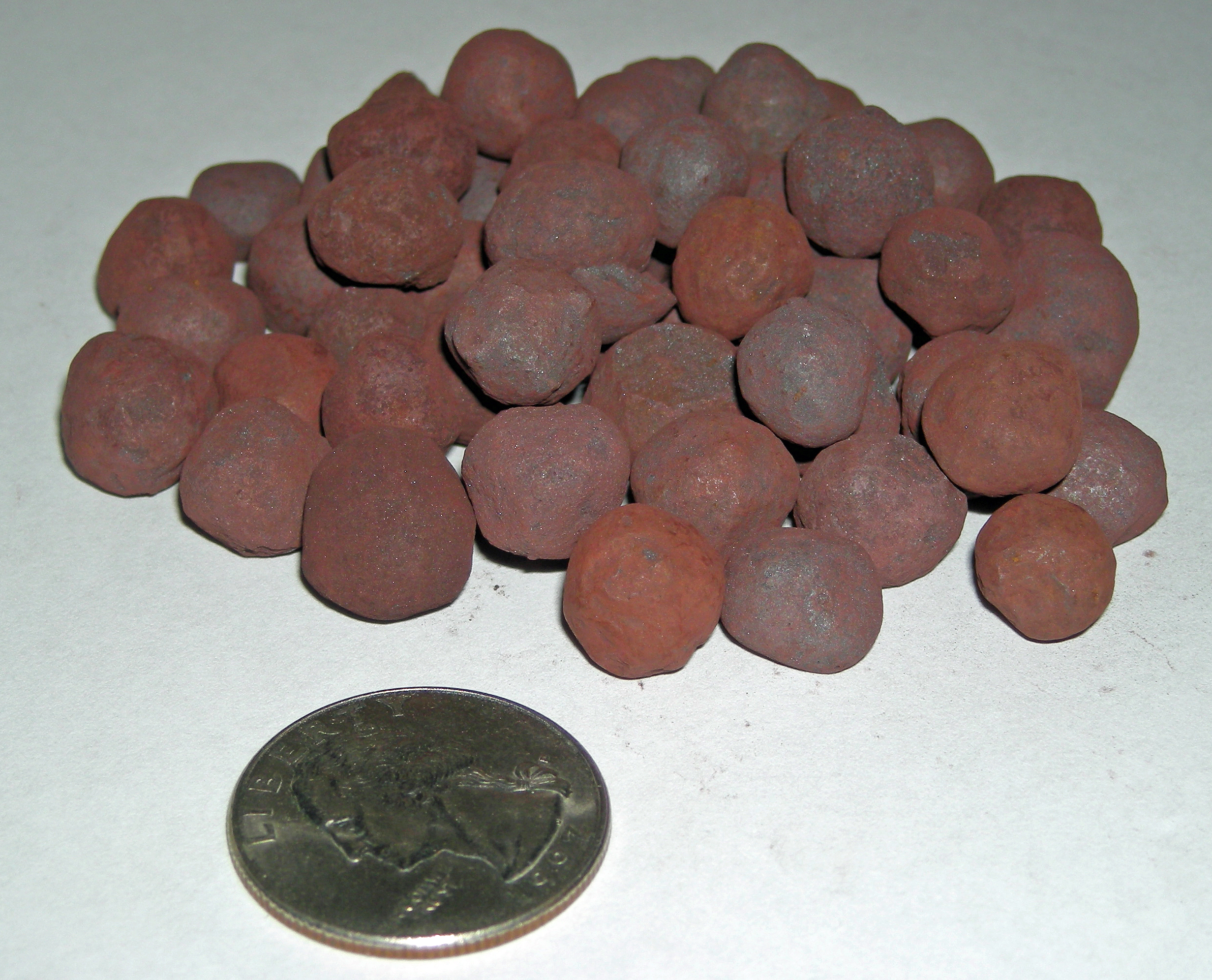
Els pèl·lets de Taconite processats s'utilitzen en la indústria siderúrgica, amb una cambra d'EE. UU. a escala.

Les boletes de mineral de ferro són esferes típicament de 6–16 mm (0.24–0.63 in) per ser utilitzat com a matèria primera per a alts forns. Típicament contenen 64% -72% de Fe i diversos materials addicionals que ajusten la composició química i les propietats metal·lúrgiques dels pèl·lets. Normalment s'afegeix calcària, dolomita i olivina i s'usa bentonita com a aglutinant.
El procés de pel·letització combina la barreja de la matèria primera, formant el pèl·let i un tractament tèrmic que enforna el pèl·let cru suau a esferes dures. La matèria primera s'enrotlla en una bola, després es crema en un forn o una reixeta mòbil per sinteritzar les partícules en una esfera dura.
La configuració dels grànuls de mineral de ferro com a esferes empacades a l'alt forn permet que l'aire flueixi entre els grànuls, disminuint la resistència a l'aire que flueix cap amunt a través de les capes de material durant la fosa. La configuració de la pols de mineral de ferro en un forn alt està més compacta i restringeix el flux d'aire. Aquesta és la raó per la qual es prefereix el mineral de ferro en forma de grànuls en comptes de partícules més fines.

### Elaboració de primeres matèries
S'agreguen materials addicionals al mineral de ferro (alimentació de pèl·lets) per complir amb els requisits dels pèl·lets finals. Això es fa col·locant la barreja al granulador, que pot contenir diferents tipus de minerals i additius, i barrejant per ajustar la composició química i les propietats metal·lúrgiques dels grànuls. En general, les etapes següents s'inclouen en aquest període de processament: concentració/separació, homogeneïtzació de les proporcions de substàncies, mòlta, classificació, augment de l'espessor, homogeneïtzació de la pasta i filtratge.

### Formació dels pèl·lets crus

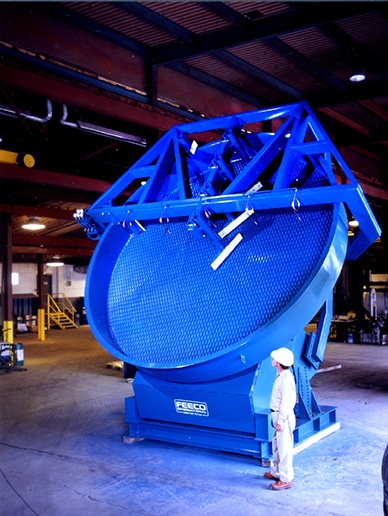
Pelletitzador de disc

La formació de grànuls de mineral de ferro en brut, també conegut com a granulació, té l'objectiu de produir grànuls en una banda apropiada de mides i amb propietats mecàniques d'alta utilitat durant els esforços de transferència, transport i ús. Tant la força mecànica com els processos tèrmics s'utilitzen per produir les propietats correctes dels pèl·lets. Des del punt de vista dels equips, hi ha dues alternatives per a la producció industrial de pèl·lets de mineral de ferro: el tambor i el disc de granulació.

### Processament tèrmic
Per tal de conferir als pèl·lets una mecànica metal·lúrgica d'alta resistència i característiques adequades, els pèl·lets se sotmeten a un processament tèrmic, que implica etapes d'assecatge, preescalfament, cocció, post-cocció i refredament. La durada de cada etapa i la temperatura a què estan subjectes els grànuls tenen una forta influència en la qualitat del producte final.

## Indústria farmacèutica
En el camp de la medicina, la peletització es coneix com el procés d'aglomeració que converteix pols o grànuls fins en pellets més o menys esfèrics. L'ús de la tecnologia va augmentar perquè permet l'alliberament controlat de la forma de dosificació, que també condueix a una absorció uniforme amb menys irritació de la mucosa dins del tracte gastrointestinal. Hi ha diferents processos de granulació aplicats a la indústria farmacèutica. i aquestes solen variar segons les forces d'enllaç. Alguns exemples dels processos inclouen la bola, la compressió i la congelació per polvorització. Balling és similar a la peletització humida (o verda) utilitzada a la indústria del mineral de ferro.

## Pel·letització de pinsos

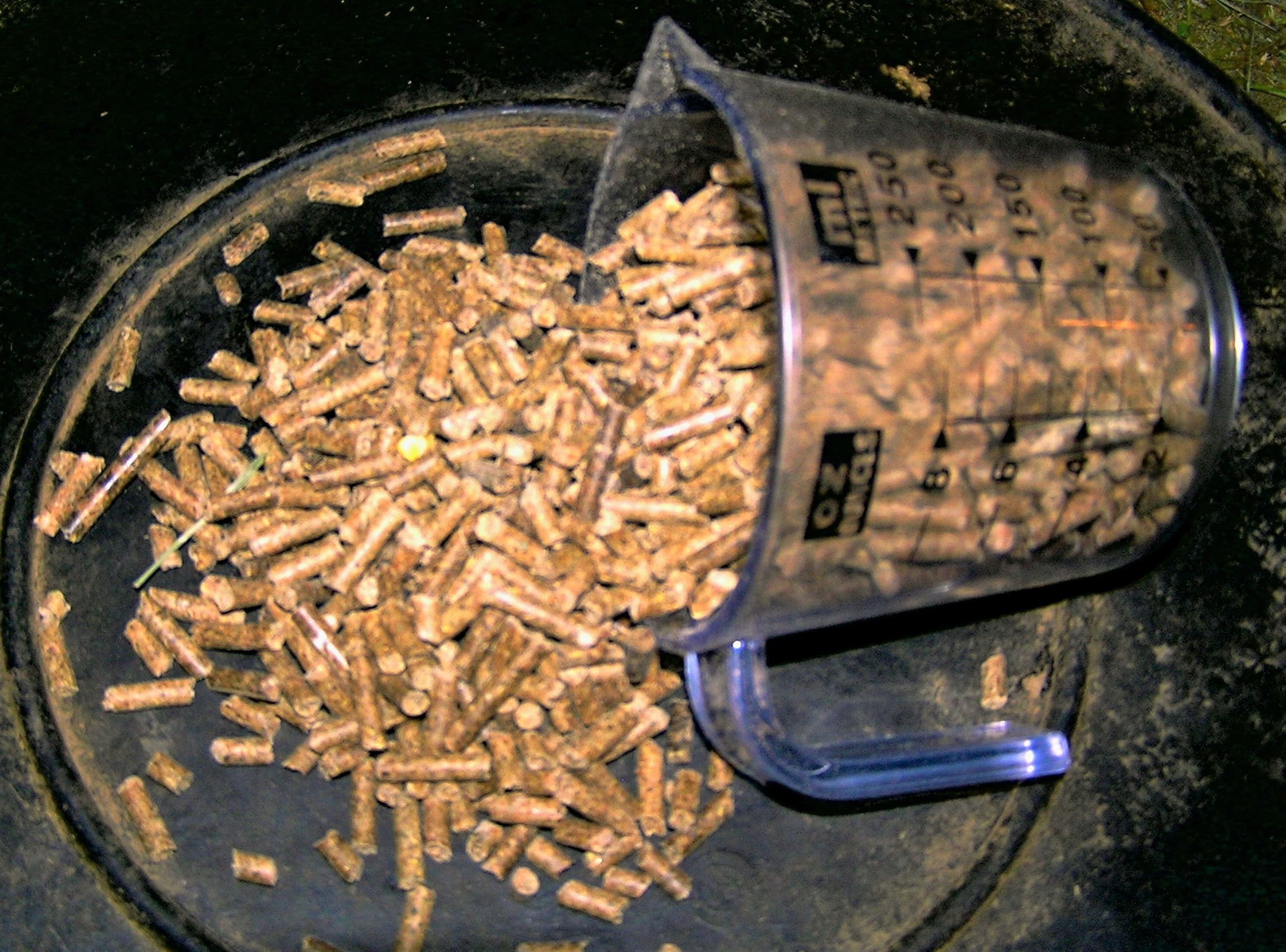
pèl·lets per animals

La pel·letització d'aliments per a animals pot resultar en pèl·lets des de 1.2 mm (0.047 in) (aliments per a gambetes), fins a 3–4 mm (0.12–0.16 in) (aliments per a aus) fins a 8–10 mm (0.31–0.39 in) (feeds d'estoc). La granulació del material d'alimentació es realitza amb la maquinària de la fàbrica de pèl·lets, que es realitza en una fàbrica d'aliments.

### Preparació de primeres matèries
Els ingredients dalimentació normalment es martllen primer per reduir la mida de partícula dels ingredients. Després, els ingredients es processen en lots i després es combinen i barregen completament en un mesclador d'aliments . Quan l'aliment ha estat preparat per a aquesta etapa, l'aliment està llest per ser granulat.

### Formació dels pèl·lets d' alimentació
La pel·letització es realitza en una fàbrica de pèl·lets, on l'alimentació normalment es condiciona i es tracta tèrmicament en els condicionadors ajustats d'una fàbrica de pèl·lets. Després, l'alimentació s'empeny a través dels forats i una matriu de pèl·lets i surt de la fàbrica de pèl·lets com a aliment granulat.

### Després de processos de granulació
Després de la granulació, els pèl·lets es refreden amb un refredador per baixar la temperatura de l'alimentació. Altres aplicacions posteriors a la granulació inclouen el condicionament posterior a la granulació, la classificació a través duna pantalla i potser el recobriment si és necessari.

## Galeria d'imatges

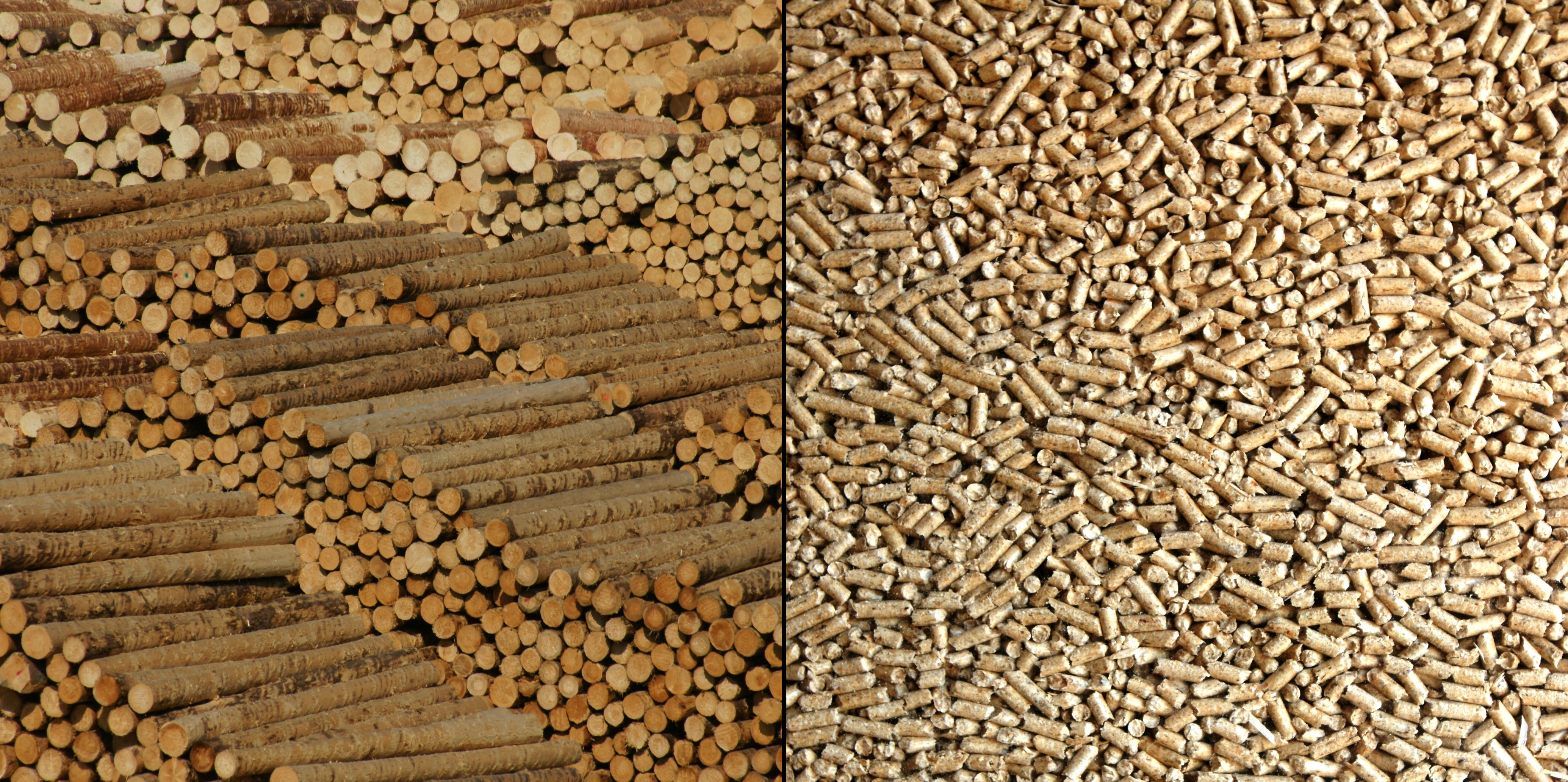
Pèl·lets de fusta
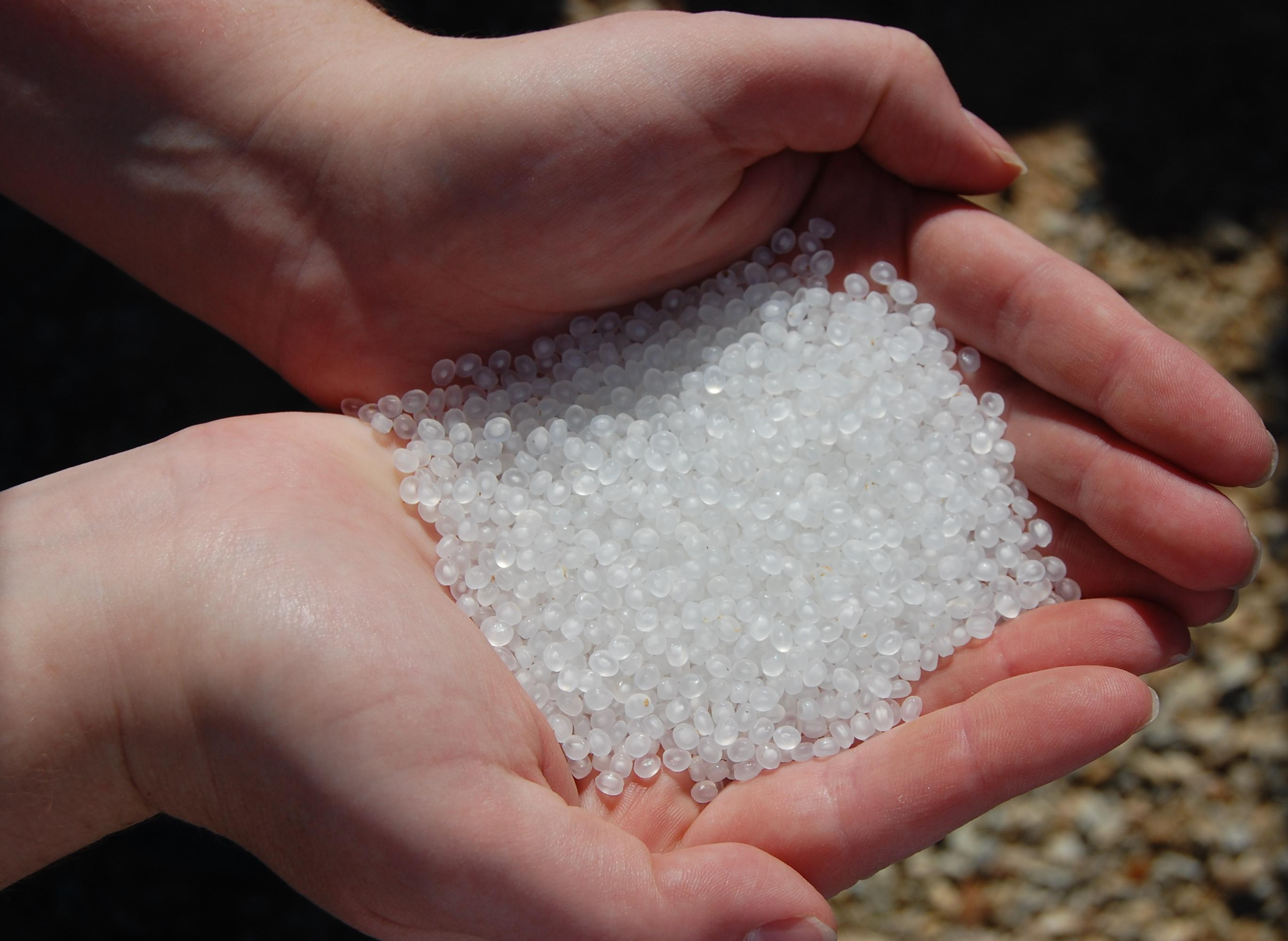
Pèl·lets de plàstic